# 미시즈 글로브 클래식

## 대회 소개
미시즈 글로브 클래식(Mrs. Globe Classique)은 Dr. Tracy Kemble이 설립자로 1996년 1회 대회가 시작된 기혼자 및 결혼경험이 있는 자들의 명실공히 미시즈 부문 세계 1위의 미인대회로 멕시코, 그리스, 라트비아, 미국, 미국 버진 아일랜드, 슬로바키아, 중국 등에서 문화관광 행사로 개최되었다.
Win foundation이라는 재단을 통해 미시즈 글로브 클래식에 출전하였던 후보자들과 함께, 여성의 지위 향상, 자선 활동, 기금 모금 등을 하고 있다.
대회는 45세 미만의 미시즈 글로브와, 45세 이상의 미시즈 글로브 클래식 선발대회가 각각 별도로 진행된다.
2020년 제1회 미시즈 코리아 선발대회에서 한국대표를 선발하여 미시즈 글로브와 미시즈 글로브 클래식에 출전 시킨다.

## 같이 보기
- 미시즈 코리아
- 미시즈 글로브
- 세종대왕 소헌왕후 선발대회